# Everyday Robots
Everyday Robots là album phòng thu của Damon Albarn - người được biết đến nhiều nhất như trưởng nhóm ban nhạc Blur và Gorillaz. Album được Albarn mô tả như "tác phẩm riêng tư nhất" của anh, đồng sản xuất bởi Richard Russell và phát hành ngày 25 tháng 4 năm 2014, album có sự hợp tác với Brian Eno, Natasha Khan và the Leytonstone City Mission Choir.
Năm đĩa đơn được trích từ album "Everyday Robots", "Lonely Press Play", "Hollow Ponds", "Mr Tembo" - chỉ được phát hành tại Hoa Kỳ, và "Heavy Seas of Love". Everyday Robots nhận được đánh giá tích cực từ các nhà phê bình âm nhạc và đạt vị trí số 2 trên bảng xếp hạng UK Albums Chart.

## Đĩa đơn
Đĩa đơn đầu tiên từ album, là bài hát chủ đề, được phát hành vào ngày 3 tháng 3 năm 2014.
Đĩa đơn thứ hai, "Lonely Press Play", được phát hành để tải từ iTunes, và một video âm nhạc được phát hành vào ngày 27 tháng 2 năm 2014.
Đĩa đơn thứ ba là "Hollow Ponds" được phát hành 19 tháng 4 năm 2014, mười ngày trước khi ra mắt album.
Đĩa đơn thứ tư, "Mr Tembo", có sự hợp tác với The Leytonstone City Mission Choir, đĩa đơn chỉ được phát hành tại Mỹ.
Đĩa đơn thứ năm "Heavy Seas of Love" hợp tác cùng Brian Eno và The Leytonstone City Mission Choir được phát hành vào ngày 27 tháng 4 năm 2014. Thứ tư, ngày 22 tháng 4 năm 2014 một video âm nhạc được phát hành.

## Danh sách bài hát
Tất cả các ca khúc được viết bởi Damon Albarn và Richard Russell.
| STT | Nhan đề                                                                          | Thời lượng |
| --- | -------------------------------------------------------------------------------- | ---------- |
| 1.  | "Everyday Robots"                                                                | 3:57       |
| 2.  | "Hostiles"                                                                       | 4:09       |
| 3.  | "Lonely Press Play"                                                              | 3:42       |
| 4.  | "Mr Tembo" (featuring. The Leytonstone City Mission Choir)                       | 3:43       |
| 5.  | "Parakeet"                                                                       | 0:43       |
| 6.  | "The Selfish Giant" (featuring. Natasha Khan)                                    | 4:47       |
| 7.  | "You and Me" (featuring. Brian Eno)                                              | 7:05       |
| 8.  | "Hollow Ponds"                                                                   | 4:59       |
| 9.  | "Seven High"                                                                     | 1:00       |
| 10. | "Photographs (You Are Taking Now)"                                               | 4:43       |
| 11. | "The History of a Cheating Heart"                                                | 4:00       |
| 12. | "Heavy Seas of Love" (featuring. Brian Eno & The Leytonstone City Mission Choir) | 3:44       |

| iTunes Special Edition Bonus Tracks | iTunes Special Edition Bonus Tracks | iTunes Special Edition Bonus Tracks |
| STT                                 | Nhan đề                             | Thời lượng                          |
| ----------------------------------- | ----------------------------------- | ----------------------------------- |
| 13.                                 | "Father's Daughter's Son"           | 3:39                                |
| 14.                                 | "Empty Club"                        | 3:16                                |

| Everyday Robots DVD Tracklist: | Everyday Robots DVD Tracklist:                          | Everyday Robots DVD Tracklist: |
| STT                            | Nhan đề                                                 | Thời lượng                     |
| ------------------------------ | ------------------------------------------------------- | ------------------------------ |
| 1.                             | "Track by Track Video" (Bundle Only)                    | 15:42                          |
| 2.                             | "Everyday Robots" (Live from Fox studios Los Angeles)   | 3:57                           |
| 3.                             | "Hostiles" (Live from Fox studios Los Angeles)          | 4:34                           |
| 4.                             | "Lonely Press Play" (Live from Fox studios Los Angeles) | 4:04                           |
| 5.                             | "Hollow Ponds" (Live from Fox studios Los Angeles)      | 4:40                           |

## Bảng xếp hạng
| BXH (2014)                            | Vị trí cao nhất |
| ------------------------------------- | --------------- |
| Album Úc (ARIA)                       | 26              |
| Album Áo (Ö3 Austria)                 | 12              |
| Album Bỉ (Ultratop Vlaanderen)        | 8               |
| Album Bỉ (Ultratop Wallonie)          | 9               |
| Canadian Albums (Billboard)           | 20              |
| Album Đan Mạch (Hitlisten)            | 4               |
| Album Hà Lan (Album Top 100)          | 19              |
| Album Đức (Offizielle Top 100)        | 7               |
| Greek Albums (IFPI)                   | 65              |
| Album Hungaria (MAHASZ)               | 6               |
| Album Ireland (IRMA)                  | 3               |
| Album Ý (FIMI)                        | 10              |
| Album New Zealand (RMNZ)              | 15              |
| Album Ba Lan (ZPAV)                   | 40              |
| Album Scotland (OCC)                  | 2               |
| Album Tây Ban Nha (PROMUSICAE)        | 42              |
| Album Thụy Điển (Sverigetopplistan)   | 44              |
| Album Thụy Sĩ (Schweizer Hitparade)   | 6               |
| Album Anh Quốc (OCC)                  | 2               |
| US Billboard 200                      | 32              |
| US Top Alternative Albums (Billboard) | 5               |
| US Top Rock Albums (Billboard)        | 12              |
| US Top Tastemaker Albums (Billboard)  | 5               |

## Lịch sử phát hành
| Khu vực  | Ngày                | Hãng thu âm  | Định dạng                       | Nguồn  |
| -------- | ------------------- | ------------ | ------------------------------- | ------ |
| Úc       | 25 tháng 4 năm 2014 | Parlophone   | CD, tải kỹ thuật số             | [ 28 ] |
| Phần Lan | 28 tháng 4 năm 2014 | Warner Music | CD, LP, CD+DVD, tải kỹ thuật số | [ 29 ] |
| Anh      | 28 tháng 4 năm 2014 | Parlophone   | CD, tải kỹ thuật số             | [ 30 ] |